# Manifest

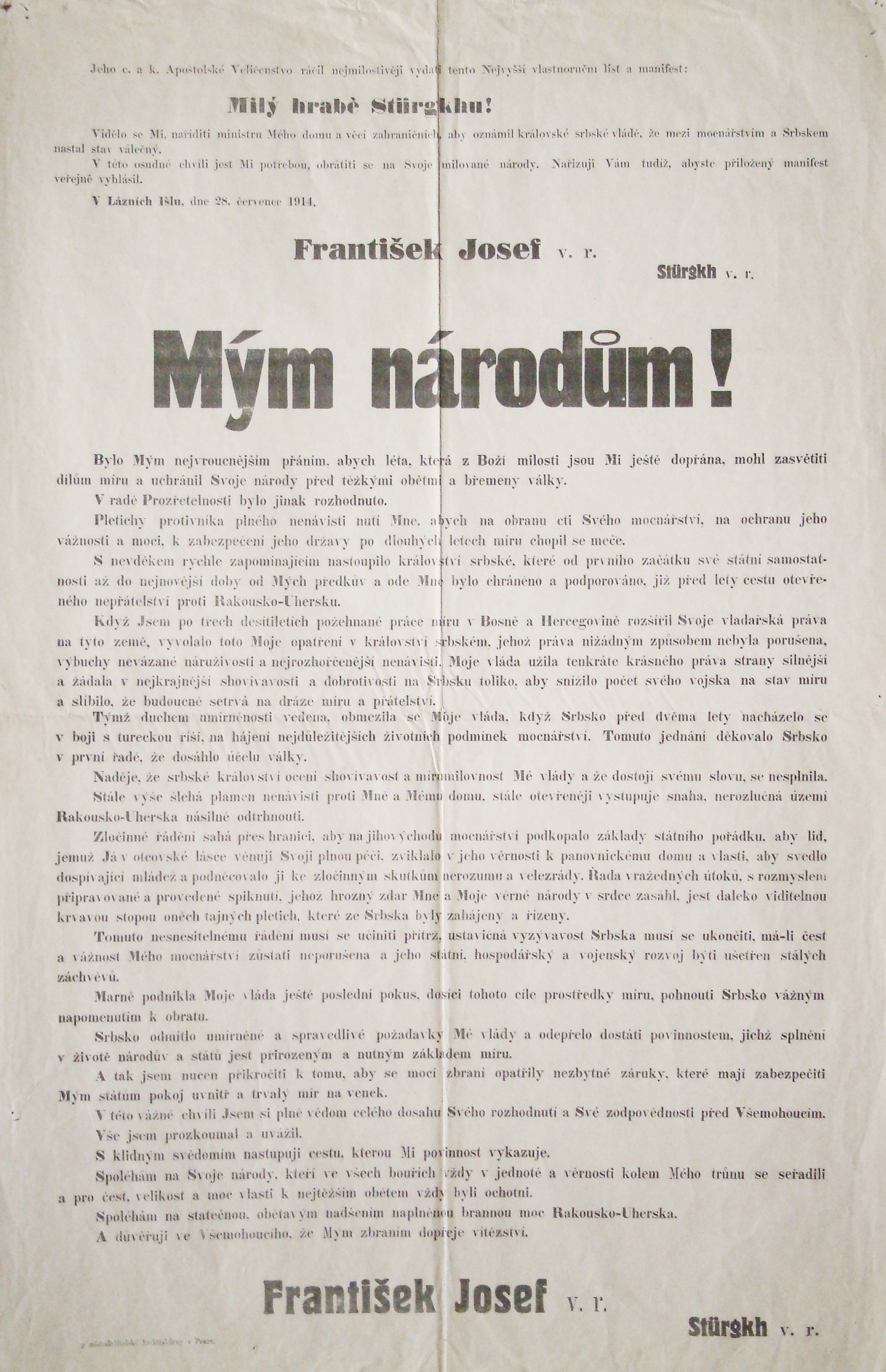
Manifest Františka Josefa I. z roku 1914 (Mým národům!)

Manifest je veřejné slavnostní nebo programové prohlášení, významný ústní nebo písemný projev.  Může být zveřejněn jednou osobou, skupinou, politickou stranou nebo vládou. Manifest navazuje buď na společenský konsenz nebo propaguje novou myšlenku, v které autor věří, že by měla vyvolat změny. Většinou se jedná o politické nebo sociální myšlenky. Občas revoluční, ale může se jednat i o životní postoj autora. Manifesty týkající se naboženských vyznání se nazývají kréda. 

## Etymologie
Z italského manifesto, které bylo přejato z latinského manifestus, čili jasný nebo snadno pochopitelný. Manifestus, složenina ze slov manus „ruka“ a festus „uchopitelný“. 

## Významné manifesty

### Politické
- Deklarace nezávislosti Spojených států amerických (1776)
- Deklarace práv člověka a občana (1789)
- Tamworthský manifest (1834)
- Komunistický manifest (1848)
- Říjnový manifest (1905)
- Manifest českých spisovatelů (1917)
- Fašistický manifest (1919)
- Mein Kampf (1925)
- Manifest sedmi (1929)
- Manifest z Ventotene (1941)
- Beveridgeova zpráva (1942)
- Russellův–Einsteinův manifest (1955)
- Southern Manifesto (1956)
- Zelená kniha (1975)

### Umělecké
- Manifest české moderny (1895)
- Dogme 95 (1995)

### Technologické
- GNU Manifest (1985)
- Hackerův manifest (1986)